# Folgaria
Folgaria est une commune italienne d'environ 3 100 habitants située dans la province autonome de Trente dans la région du Trentin-Haut-Adige dans le nord-est de l'Italie.

## Sports
L’ascension vers le hameau de Serrada (1 250 m), classée en 2e catégorie et située sur la commune, est grimpée lors de la 16e étape du Giro 2023. Carlos Verona passe cette côte en tête.

## Administration
| Période                                  | Période | Identité | Étiquette | Qualité |
| ---------------------------------------- | ------- | -------- | --------- | ------- |
|                                          |         |          |           |         |
| Les données manquantes sont à compléter. |         |          |           |         |

### Communes limitrophes
Les communes limitrophes sont  Altopiano della Vigolana, Besenello, Caldonazzo, Calliano, Laghi, Lastebasse, Lavarone, Rovereto et Terragnolo.